# Reserve (Új-Mexikó)
Reserve település az Amerikai Egyesült Államok Új-Mexikó államában, Catron megyében, melynek megyeszékhelye is. Lakosainak száma 293 fő (2020. április 1.).

## Népesség
A település népességének változása:

| 2010 | 289 |
| 2020 | 293 |